# Avenue du Président-Roosevelt (Aubervilliers)
Pour les articles homonymes, voir Avenue du Président-Roosevelt.
L'avenue du Président-Roosevelt à Aubervilliers est l'une des artères principales du centre-ville,.

## Situation et accès
Cette avenue commence avec la route départementale 31 et de la rue Heurtault suit le tracé de la route départementale 27. Elle rencontre la rue Saint-Denis, qui se dirige vers la commune de même nom, au niveau de l'intersection avec la rue des Grandes-Murailles.
Elle est desservie par la station de métro Mairie d'Aubervilliers, sur la ligne 12 du métro de Paris et la ligne 15, qui ouvrira en 2030.

## Origine du nom

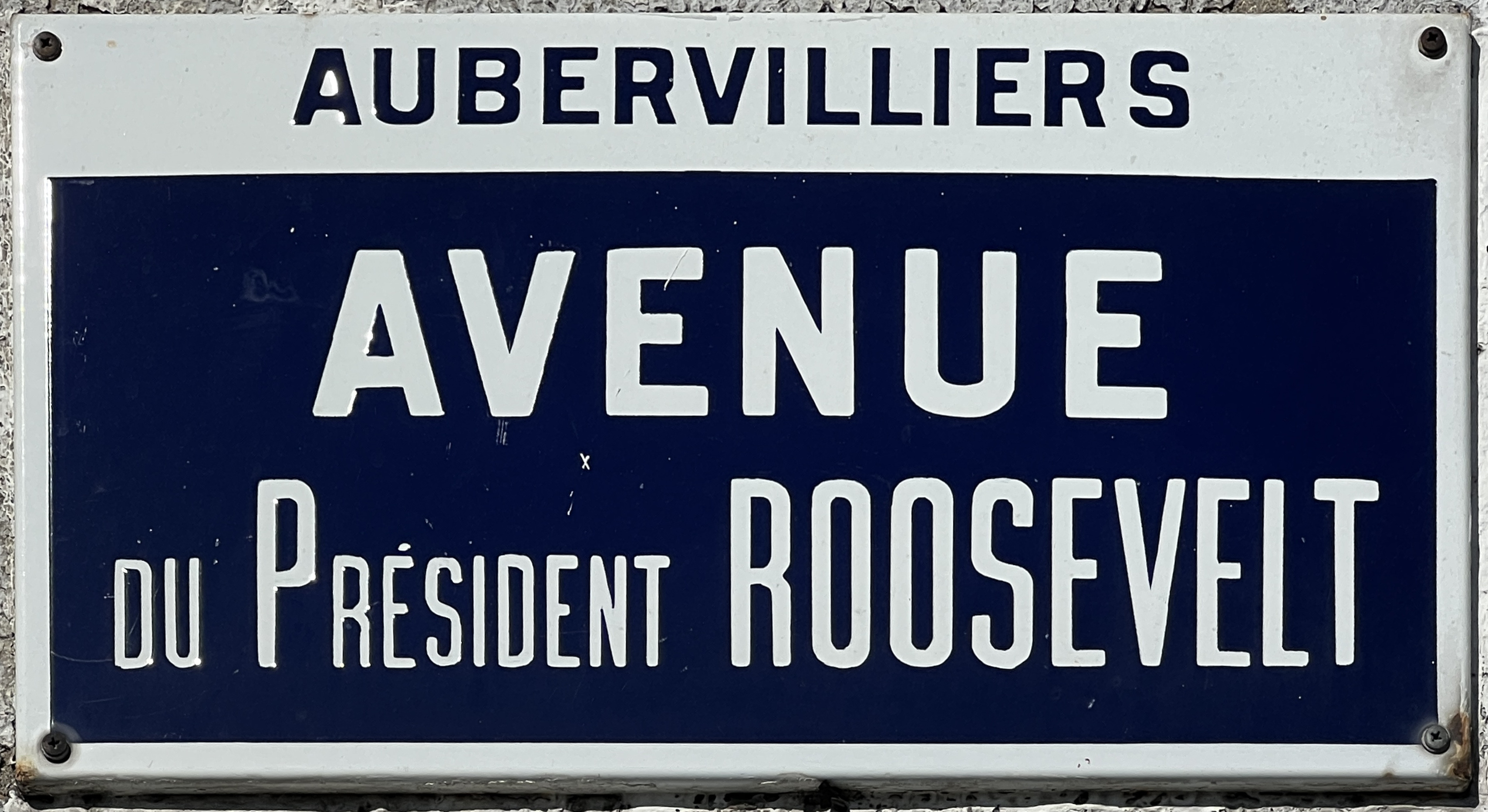
Plaque de l'avenue.

Elle porte le nom de Franklin Delano Roosevelt (1882-1945) 32e président des États-Unis.

## Historique
Cette avenue se trouve dans le centre historique de la ville.
Toutefois, son tracé est récent, l'augmentation de la population au début du XXe siècle et l'évolution des moyens de transport, nécessitant l'ouverture la création ou l'aménagement de voies de circulation. L'avenue a été percée dans les années 1930 à travers un bâti existant, pour joindre la rue Saint-Denis à la place de la Mairie dans la continuité de l'avenue de la République.

## Bâtiments remarquables et lieux de mémoire
- Cité Ethel et Julius Rosenberg, inaugurée en 1953[8], œuvre de l'architecte André Sive[9].
- Au début du XVIIIe siècle, se trouvait au carrefour de la rue aux Reines, ancien nom de la rue Heurtault, et de la rue Saint-Denis, à l'angle qui forme le départ de l'avenue, une croix de chemin[10].